# Datar (Warungpring)
Datar is een bestuurslaag in het regentschap Pemalang van de provincie Midden-Java, Indonesië. Datar telt 2518 inwoners (volkstelling 2010).